# Carrier (The Dodos)
Carrier è il quinto album in studio del gruppo musicale folk rock statunitense The Dodos, pubblicato nel 2013.

## Tracce
1. Transformer – 4:48
2. Substance – 3:36
3. Confidence – 4:49
4. Stranger – 4:00
5. Relief – 3:39
6. Holidays – 1:27
7. Family – 3:26
8. The Current – 3:57
9. Destroyer – 3:28
10. Death – 3:19
11. The Ocean – 4:34

## Formazione
- Meric Long - voce, chitarra, tastiere
- Logan Kroeber - batteria, percussioni